# Gefängnis (Peitz)

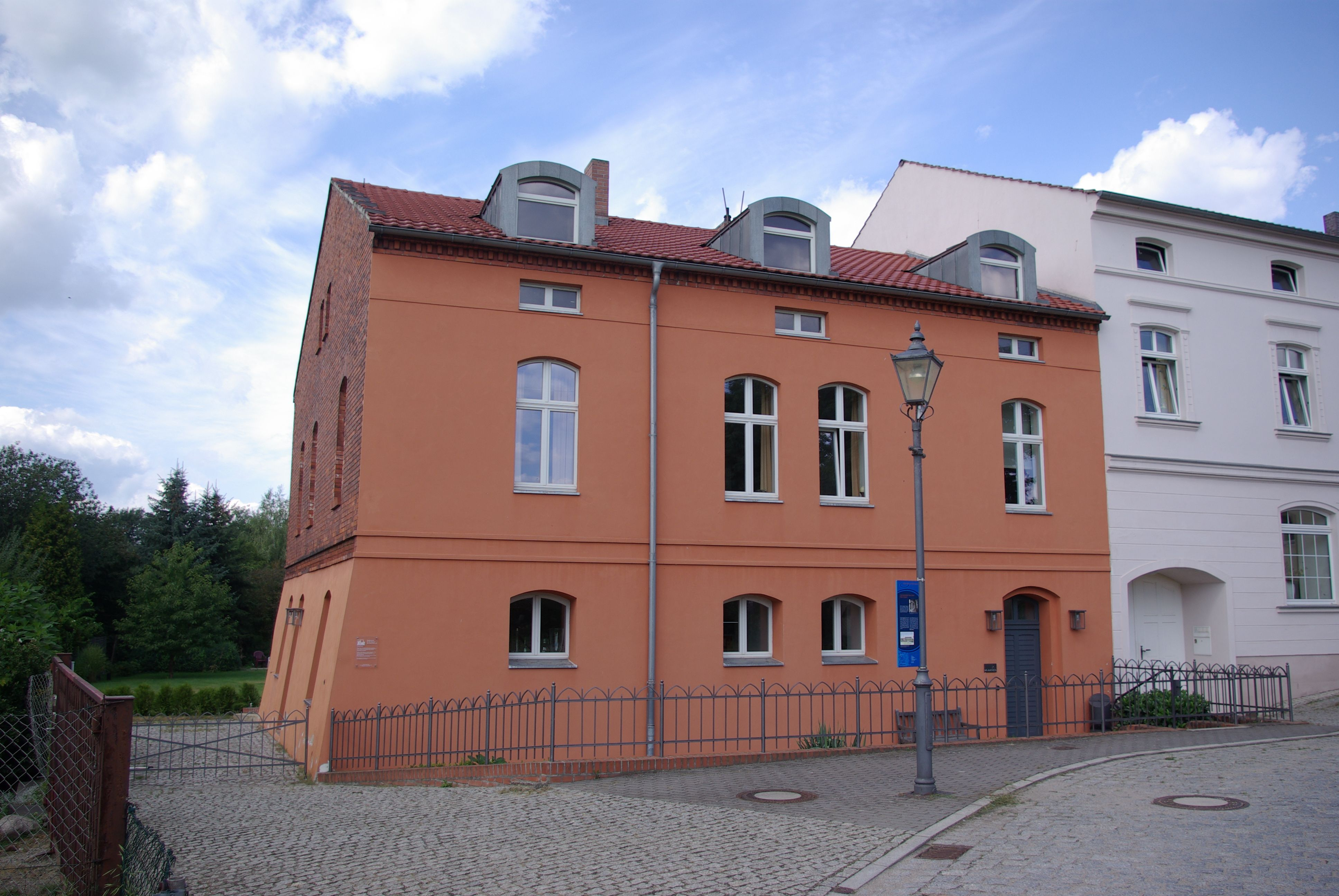
Ehemaliges Gefängnis der Festung Peitz (2009)

Das ehemalige Gefängnis ist ein Gebäude in der Stadt Peitz im Landkreis Spree-Neiße in Brandenburg. Es ist als Baudenkmal in der Denkmalliste des Landes Brandenburg eingetragen und wird heute als Wohnhaus genutzt.

## Geschichte und Architektur
Das historische Gefängnis befindet sich auf dem Gelände der ehemaligen Festung Peitz zwischen dem Marktplatz mit der Stadtpfarrkirche im Norden und dem Festungsturm im Süden. Es wurde in der zweiten Hälfte des 16. oder im frühen 17. Jahrhundert, nach anderen Angaben im Jahr 1674, errichtet. Seit letztgenanntem Jahr diente das Gebäude als Amtsgefängnis für das königlich-preußische Amt Peitz. Die Zellen befanden sich im Kellergeschoss, im Obergeschoss war die Wohnung des Gerichtsdieners eingerichtet. In einem Lageplan von 1865 wird das Gebäude noch als Gefängnis erwähnt, das Amt Peitz war inzwischen aufgelöst worden. Im Jahr 1879 wurde das Gefängnis umgebaut und aufgestockt. In dem Gefängnis befanden sich seitdem im unteren und im mittleren Geschoss jeweils vier Zellen, im Obergeschoss die Wohnung des Gefängniswärters. Seit den 1930er Jahren wurde das Gebäude nur noch zu Wohnzwecken genutzt. Nach längerem Leerstand wurde es zwischen 2000 und 2002 saniert.
Das Haus ist ein zweieinhalbgeschossiger Bau aus Ziegelmauerwerk mit Satteldach. Die Wände im Erdgeschoss sind auf der Ost- und Südseite aufgrund der historischen Nutzung des Gebäudes zwischen 1,25 Meter und 1,50 Meter stark und aus Ziegeln im Märkischen Verband gemauert. An der Südwand weist das Mauerwerk zudem eine Dossierung auf. Die Fassade ist durch ein umlaufendes Gurtgesims geteilt, das Mauerwerk des überwiegend verputzten Hauses ist an der Südwand über dem Gesims ziegelsichtig. Das Traufgesims ist mit Klötzchenfries versehen. Die Fenster und Türen des ehemaligen Gefängnisses sind segmentbogig abgeschlossen, die kleinen Zellenfenster im Erdgeschoss waren früher vergittert. Die drei Dachhäuser wurden erst bei der Sanierung des Hauses eingebaut.